# Аксукент
Аксукент (каз. Ақсукент, до 1990 года Белые Воды) — село в Сайрамском районе Туркестанской области Казахстана, административный центр Аксукентского сельского округа.

## История
Переселенческое село жили русские, немцы, башкиры, татары, узбеки, казахи, украинцы, белорусы, азербайджанцы, турки, курды, таджики и..др. диаспоры. Белые Воды были основаны в конце XIX века, в 1889 году.

## География
Расположено в 3-х км к северо-востоку от города республиканского значения Шымкента, на реке Аксу. Код КАТО: 515230100. Через Аксукент проходит автомобильная дорога А-2 Алм-Ата — Ташкент.

## Население
В 1999 году население села составляло 23 620 человек (11 362 мужчины и 12 258 женщин). По данным переписи 2009 года, в селе проживало 29 541 человек (14 004 мужчины и 15 537 женщин). На начало 2019 года население села составило 24 491 человек (12 522 мужчины и 11 969 женщин). По данным 2023 года в селе проживала 34 466 человек (17 183 мужчины и 17 283 женщин). В селе много национальностей но больше половины населения села казахи. В селе большинство населения села исповедует ислам суннитского толка.

## Инфраструктура
Производится ремонт сельскохозяйственных машин и запчастей, есть комбинат стройматериалов, колбасный цех,сСклад Coca-Cola, Nimex. спичечный, сырный, хлебный заводы. мясокомбинат, нефтебаза, швейная фабрика, макаронный завод Karmu. и др/